# MTV Video Music Awards 1991
Gli MTV Video Music Awards 1991 sono stati l'8ª edizione dell'omonimo premio musicale. La cerimonia di premiazione si è tenuta presso l'Universal Amphitheatre di Los Angeles il 5 settembre 1991.Lo spettacolo fu presentato da Arsenio Hall.

## Cerimonia
Da questa edizione in poi il Video Vanguard Award è stato ribattezzato Michael Jackson Video Vanguard Award in onore del contributo di Michael Jackson alla cultura dei video musicali.
I R.E.M. hanno dominato la serata sia nei premi che nelle candidature. Il loro video per Losing My Religion non solo ha vinto il Video of the Year (Video dell'anno), ma ha anche ottenuto un totale di dieci candidature e sei premi.

### Esibizioni
- Van Halen: "Poundcake"
- C+C Music Factory: "Things That Make You Go Hmmm..." /  "Here We Go (Let's Rock & Roll)" /  "Gonna Make You Sweat (Everybody Dance Now)"
- Poison: "Talk Dirty to Me"
- Mariah Carey: "Emotions"
- EMF: "Unbelievable"
- Paula Abdul: "Vibeology"
- Queensrÿche: "Silent Lucidity"
- LL Cool J: "Mama Said Knock You Out"
- Metallica: "Enter Sandman"
- Don Henley: "The Heart of the Matter"
- Guns N' Roses: "Live and Let Die"
- Prince and The New Power Generation: "Gett Off"

## Vincitori e candidati
I vincitori sono indicati in grassetto.

### Video dell'anno
- R.E.M. — Losing My Religion
- C+C Music Factory — Gonna Make You Sweat (Everybody Dance Now)
- Deee-Lite — Groove Is in the Heart
- Divinyls — I Touch Myself
- Chris Isaak — Wicked Game (Concept)
- Queensrÿche — Silent Lucidity

### Miglior video di un artista maschile
- Chris Isaak — Wicked Game (Concept)
- Jon Bon Jovi — Blaze of Glory
- Gerardo — Rico Suave
- George Michael — Freedom! '90

### Miglior video di un'artista femminile
- Janet Jackson — Love Will Never Do (Without You)
- Paula Abdul — Rush Rush
- Neneh Cherry — I've Got You Under My Skin
- Amy Grant — Baby Baby
- Madonna — Like a Virgin (Truth or Dare version)

### Miglior video di un gruppo
- R.E.M. — Losing My Religion
- The Black Crowes — She Talks to Angels
- Divinyls — I Touch Myself
- Queensrÿche — Silent Lucidity

### Miglior artista esordiente
- Jesus Jones — Right Here, Right Now
- C+C Music Factory — Gonna Make You Sweat (Everybody Dance Now)
- Deee-Lite — Groove Is in the Heart
- Gerardo — Rico Suave
- Seal — Crazy

### Miglior video Metal/Hard Rock
- Aerosmith — The Other Side
- AC/DC — Thunderstruck
- Alice in Chains — Man in the Box
- The Black Crowes — She Talks to Angels
- Faith No More — Falling to Pieces
- Guns N' Roses — You Could Be Mine
- Queensrÿche — Silent Lucidity
- Warrant — Uncle Tom's Cabin

### Miglior video rap
- LL Cool J — Mama Said Knock You Out
- 3rd Bass — Pop Goes the Weasel
- DJ Jazzy Jeff & The Fresh Prince — Summertime
- Ice-T — New Jack Hustler (Nino's Theme)
- Monie Love — It's a Shame (My Sister)

### Miglior video Dance
- C+C Music Factory — Gonna Make You Sweat (Everybody Dance Now)
- Bingoboys (feat. Princessa) — How to Dance
- Deee-Lite — Groove Is in the Heart
- EMF — Unbelievable

### Miglior video Alternative
- Jane's Addiction — Been Caught Stealing
- Jesus Jones — Right Here, Right Now
- R.E.M. — Losing My Religion
- The Replacements — When It Began

### Miglior video tratto da un film
- Chris Isaak — Wicked Game (da Wild at Heart)
- Bryan Adams — (Everything I Do) I Do It for You (from Robin Hood: Prince of Thieves)
- Jon Bon Jovi — Blaze of Glory (da Young Guns II)
- Guns N' Roses — You Could Be Mine (da Terminator 2: Judgment Day)

### Miglior video lungo
- Madonna — The Immaculate Collection
- Aerosmith — Things That Go Pump in the Night
- Peter Gabriel — POV
- R.E.M. — Tourfilm

### Miglior video svolta
- R.E.M. — Losing My Religion
- Deee-Lite — Groove Is in the Heart
- Enigma — Sadeness (Part I)
- Seal — Crazy

### Miglior regia
- R.E.M. — Losing My Religion (Tarsem)
- Chris Isaak — Wicked Game (Concept) (Herb Ritts)
- George Michael — Freedom! '90 (David Fincher)
- Queensrÿche — Silent Lucidity (Matt Mahurin)

### Migliori coreografia
- C+C Music Factory — Gonna Make You Sweat (Everybody Dance Now) (Jamale Graves)
- Janet Jackson — Love Will Never Do (Without You) (Herb Ritts, Janet Jackson e Tina Landon)
- Madonna — Like a Virgin (Truth or Dare version) (Vincent Paterson)
- MC Hammer — Pray (Jam the Hammer Mix) (MC Hammer e Ho Frat Hooo!)

### Migliori effetti speciali
- Faith No More — Falling to Pieces (David Faithfull e Ralph Ziman)
- Neneh Cherry — I've Got You Under My Skin (Pitov)
- MC Hammer — Here Comes the Hammer (Fred Raimondi e Maury Rosenfeld)
- The Replacements — When It Began (Carl Bressler e Paul Rachman)
- Seal — Crazy (Big TV!)
- Bart Simpson — Do the Bartman (Brad Bird)

### Miglior scenografia
- R.E.M. — Losing My Religion (José Montaño)
- Edie Brickell & New Bohemians — Mama Help Me (Leonardo)
- C+C Music Factory — Things That Make You Go Hmmm... (Marcus Nispel)
- Faith No More — Falling to Pieces (David Faithfull)
- Janet Jackson — Love Will Never Do (Without You) (Pierluca De Carlo)
- Jellyfish — The King Is Half-Undressed (Michael White)
- George Michael — Freedom! '90 (John Beard)

### Miglior montaggio
- R.E.M. — Losing My Religion (Robert Duffy)
- C+C Music Factory — Gonna Make You Sweat (Everybody Dance Now) (Marcus Nispel)
- Deee-Lite — Groove Is in the Heart (Hiroyuki Nakano)
- Chris Isaak — Wicked Game (Concept) (Bob Jenkis)
- George Michael — Freedom! '90 (Jim Haygood e George Michael)
- Seal — Crazy (Big TV!)

### Miglior fotografia
- Chris Isaak — Wicked Game (Concept) (Rolf Kestermann)
- LL Cool J — Mama Said Knock You Out (Stephen Ashley Blake)
- George Michael — Freedom! '90 (Mike Southon)
- R.E.M. — Losing My Religion (Larry Fong)

### Miglior video scelto dal pubblico
- Queensrÿche — Silent Lucidity
- C+C Music Factory — Gonna Make You Sweat (Everybody Dance Now)
- Deee-Lite — Groove Is in the Heart
- Divinyls — I Touch Myself
- Chris Isaak — Wicked Game (Concept)
- R.E.M. — Losing My Religion

### Premio alla carriera (Michael Jackson Video Vanguard Award)
- Bon Jovi
- Wayne Isham

## International Viewer's Choice Awards

### MTV Asia
- Cui Jian — Wild in the Snow
- Kenny Bee — Be Brave to Love
- Bird — Prik Kee Noo
- Chris Ho — Fictional Stuff

### MTV Australia
- Yothu Yindi — Treaty (Filthy Lucre Mix)
- Crowded House — Chocolate Cake
- Ratcat — Don't Go Now
- Third Eye — The Real Thing

### MTV Brasil
- Sepultura — Orgasmatron
- Cidade Negra — Falar a Verdade
- Engenheiros do Hawaii — Refrão de Bolero
- Kid Abelha — Grand' Hotel
- Os Paralamas do Sucesso — Caleidoscópio

### MTV Europe
- Roxette — Joyride
- EMF — Unbelievable
- Pet Shop Boys — Being Boring
- Seal — Crazy

### MTV Internacional
- Franco De Vita — No Basta
- Emmanuel — Bella Señora
- Juan Luis Guerra & 440 — A Pedir Su Mano
- Los Prisioneros — Estrechez de Corazón

### MTV Japan
- Flipper's Guitar — Groove Tube